# Dave van den Bergh
Pour les articles homonymes, voir van den Bergh.
Dave van den Bergh est un footballeur néerlandais, né le 7 mai 1976 à Amsterdam, Pays-Bas.

## Clubs
- 1995-1997 :  Ajax Amsterdam
- 1997-2000 :  Rayo Vallecano
- 2000-2006 :  FC Utrecht
- 2006 :  Kansas City Wizards
- 2007-2008 :  Red Bull New York
- 2009 :  FC Dallas

## Palmarès
Avec l'Ajax Amsterdam:
- Vainqueur du Championnat des Pays-Bas en 1996.

Avec le FC Utrecht:
- Vainqueur de la Coupe des Pays-Bas en 2003 et 2004.
- Vainqueur de la Supercoupe des Pays-Bas en 2004.

International:
- 2 sélections avec les Pays-Bas.